# Skwarzawa (gmina)
Skwarzawa – dawna gmina wiejska w powiecie złoczowskim województwa tarnopolskiego II Rzeczypospolitej. Siedzibą gminy była Skwarzawa.
Gminę utworzono 1 sierpnia 1934 r. w ramach reformy na podstawie ustawy scaleniowej z dotychczasowych gmin wiejskich: Ostrowczyk, Pietrycze i Skwarzawa oraz Bortków (część) i Firlejówka (część).
Po II wojnie światowej obszar gminy został odłączony od Polski i włączony do Ukraińskiej SRR.